# Quartier Saint-Merri

Lage des Stadtviertels innerhalb des 4. Arrondissement

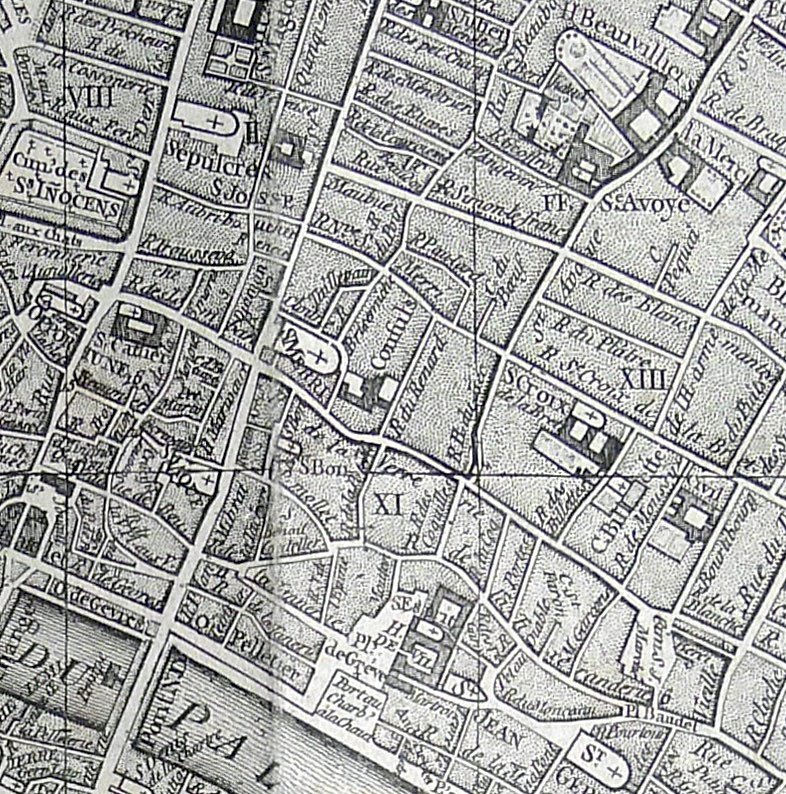
Die Umgebung der Pfarrkirche Saint-Merri auf dem Plan von Vaugondy (1760)

Das Quartier Saint-Merri ist das 13. Stadtviertel von Paris. Es ist Teil des 4. Arrondissements.

## Lage
Das Viertel liegt am rechten Seineufer im Herzen von Paris. Die Seine bildet auch die südliche Grenze. Im Norden bildet die Rue Rambuteau die Grenze, im Westen ist es der Boulevard de Sébastopol und im Osten die Rue de Lobau mit der Rue des Archives.

## Namensursprung
Das Viertel ist zu Ehren des Bischofs (Mönch und Prälat im 7. Jahrhundert) Merry von Paris nach ihm benannt worden.

## Geschichte
Als im Jahr 1702 Paris in 20 Quartiers eingeteilt wurde, befand sich die Pfarrkirche Saint-Merri an der südlichen Grenze des Quartier de la Porte-Saint-Martin (10. Arrondissement, damals Quartier de Saint-Martin). Das Umfeld der Kirche umfasste dieses Viertel im Norden und die von Sainte-Avoye (13. Arrondissement) im Osten, la Grève (11. Arrondissement) im Süden, Saint-Jacques-de-la-Boucherie (2. Arrondissement) im Westen.
Als im Jahr 1790 Paris in 48 Sektionen eingeteilt wurde, lag die Kirche an der Südgrenze der Section de Beaubourg (27.). Die Straßen der Umgebung lagen dann in dieser Sektion im Norden, im Osten in der Section des Droits-de-l’Homme (28.), Section de la Maison-Commune im Südosten (36.), Section des Arcis im Süden (25.) und Section des Lombards im Westen (22.). 1795 wurden die Sektionen wieder abgeschafft und in die alten Arrondissements VI., VII. und IX. aufgeteilt.
Im Jahr 1850 wurden die Quartiers neu organisiert und das Quartier Saint-Merri entstand. 1860 wurde Paris in 20 Arrondissements mit je 4 Verwaltungsbezirken (Quartiers) eingeteilt. Das Quartier Saint-Merri kommt darin in den Grenzen des 19. Jahrhunderts vor.
Zu Beginn des 20. Jahrhunderts wurde ein Teil des Quartier Saint-Merri als Unhygienischer Pariser Bereich vom Anfang des 20. Jahrhunderts Nr. 1 eingeteilt.
Heute ist das Viertel zum großen Teil Fußgängerzone und ein Anziehungspunkt für Touristen (Centre Georges-Pompidou, Le Marais).

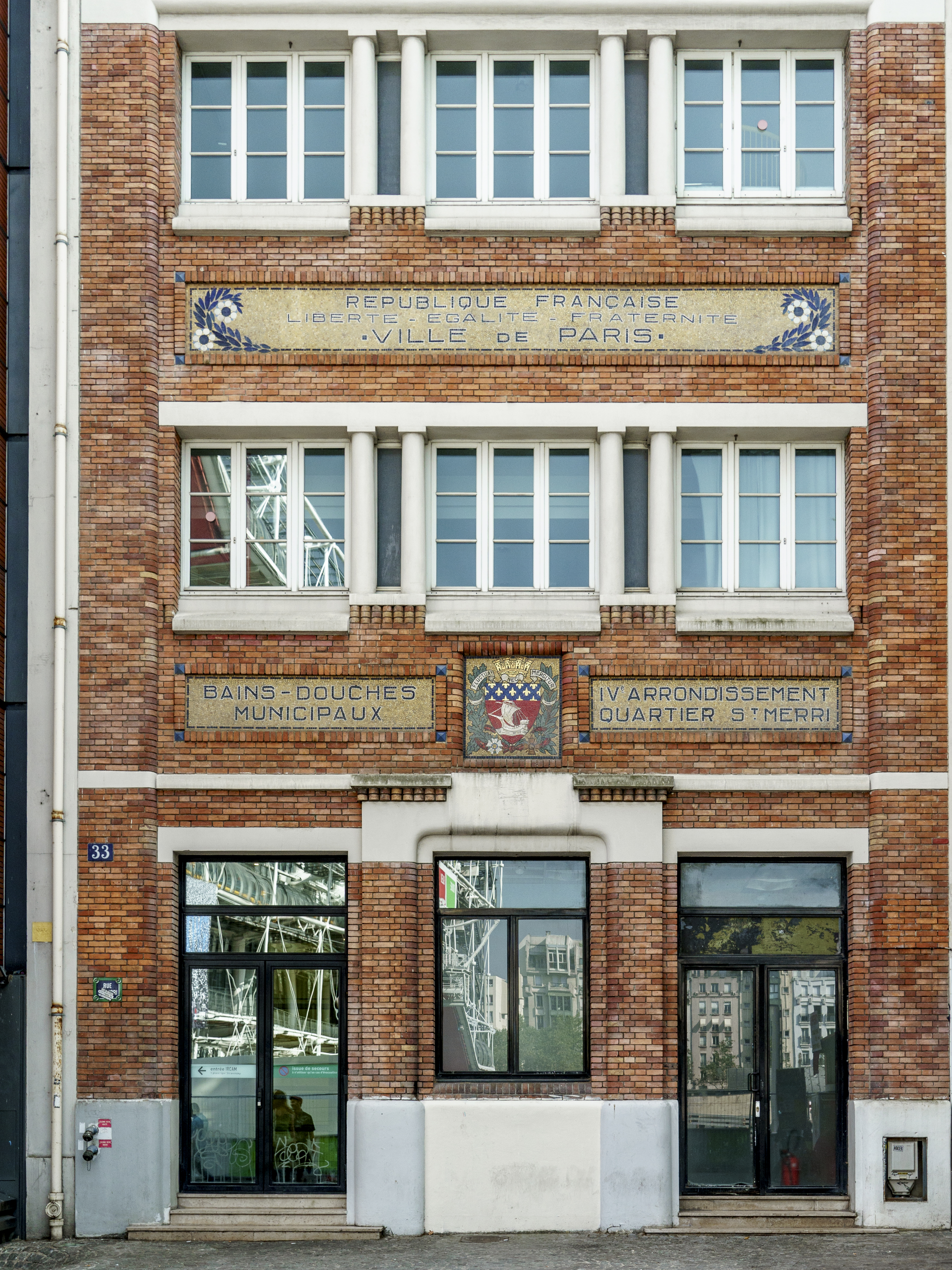
Altes Badehaus des Quartiers Saint-Merri,
33, Rue Saint-Merri

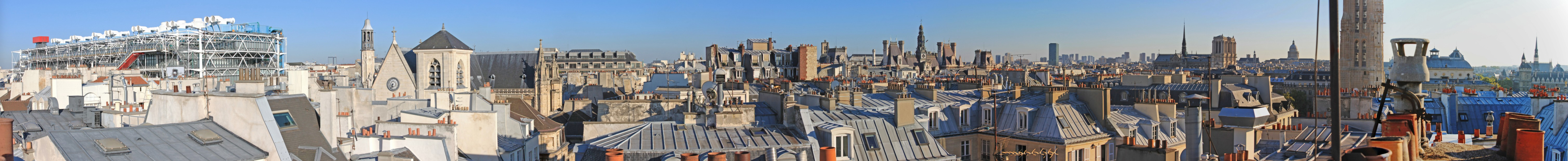
Sicht auf das Viertel mit dem Centre Pombidou und der Pfarrkirche St-Merry von einem Dach aus

## Sehenswürdigkeiten
- Bazar de l’Hôtel de Ville (offiziell Le BHV Marais, seit 2013)
- Centre Georges-Pompidou
  - Bibliothèque publique d’information
  - Institut de recherche et coordination acoustique/musique
  - Musée National d’Art Moderne
- Église Saint-Merri
- Fontaine Stravinsky
- Hôtel de ville de Paris
- Théâtre de la Ville – Sarah-Bernhardt
- Tour Saint-Jacques